# Communauté de communes Randon - Margeride
La communauté de communes Randon - Margeride est, à partir du 1er janvier 2017, une communauté de communes française située dans le département de la Lozère, en région Occitanie.

## Historique
Cette communauté de communes naît de la fusion, le 1er janvier 2017, de la communauté de communes du canton de Châteauneuf-de-Randon, de la communauté de communes Margeride Est et de la communauté de communes de la Terre de Randon. Son siège est fixé à Rieutort-de-Randon.
Le 1er janvier 2019, Lachamp et Ribennes fusionnent pour constituer Lachamp-Ribennes et Estables, Rieutort-de-Randon, Saint-Amans, Servières et La Villedieu fusionnent également pour constituer Monts-de-Randon.

## Territoire communautaire

### Géographie
Elle est située dans la Margeride.

### Composition
La communauté de communes est composée des 15 communes suivantes :

| Nom                        | Code Insee | Gentilé          | Superficie (km2) | Population (dernière pop. légale) | Densité (hab./km2) |
| -------------------------- | ---------- | ---------------- | ---------------- | --------------------------------- | ------------------ |
| Monts-de-Randon (siège)    | 48127      |                  | 147,38           | 1 209 (2022)                      | 8,2                |
| Arzenc-de-Randon           | 48008      | Arzencois        | 69,2             | 189 (2022)                        | 2,7                |
| Chastel-Nouvel             | 48042      | Castelnoviens    | 31,5             | 932 (2022)                        | 30                 |
| Châteauneuf-de-Randon      | 48043      | Castelrandonnais | 24,49            | 518 (2022)                        | 21                 |
| Chaudeyrac                 | 48045      | Chaudeyraciens   | 44,1             | 288 (2022)                        | 6,5                |
| Grandrieu                  | 48070      | Grandriolois     | 65,37            | 742 (2022)                        | 11                 |
| Lachamp-Ribennes           | 48126      |                  | 50,86            | 375 (2022)                        | 7,4                |
| Les Laubies                | 48083      | Laubiens         | 22,8             | 151 (2022)                        | 6,6                |
| La Panouse                 | 48108      | Panousiens       | 37,83            | 86 (2022)                         | 2,3                |
| Pierrefiche                | 48112      | Pierrefichois    | 16,82            | 160 (2022)                        | 9,5                |
| Saint-Denis-en-Margeride   | 48145      | Saint-Dionysais  | 38,67            | 142 (2022)                        | 3,7                |
| Saint-Gal                  | 48153      | Saint-Galiens    | 9,88             | 89 (2022)                         | 9                  |
| Saint-Jean-la-Fouillouse   | 48160      | Jeanfouillousois | 29,27            | 126 (2022)                        | 4,3                |
| Saint-Paul-le-Froid        | 48174      | Saint-Paulans    | 44,17            | 134 (2022)                        | 3                  |
| Saint-Sauveur-de-Ginestoux | 48182      | Salvadoriens     | 22,14            | 60 (2022)                         | 2,7                |

### Démographie
| 1968  | 1975  | 1982  | 1990  | 1999  | 2010  | 2015  | 2021  |
| ----- | ----- | ----- | ----- | ----- | ----- | ----- | ----- |
| 6 476 | 5 909 | 5 539 | 5 035 | 4 926 | 5 257 | 5 349 | 5 234 |

## Administration

### Siège
Le siège de la communauté de communes est situé à Monts-de-Randon.

### Les élus
À la suite du renouvellement des conseils municipaux, en mars 2020, le conseil communautaire de la communauté de communes Randon - Margeride se compose de 35 membres représentant chacune des communes membres et élus pour une durée de six ans.
Ils sont répartis comme suit :
| Nombre de délégués | Communes |
| ------------------ | --- |
| 9                  | Monts-de-Randon |
| 5                  | Chastel-Nouvel |
| 4                  | Grandrieu |
| 3                  | Châteauneuf-de-Randon |
| 2                  | Arzenc-de-Randon, Chaudeyrac, Lachamp-Ribennes |
| 1                  | Les Laubies, La Panouse, Pierrefiche, Saint-Denis-en-Margeride, Saint-Gal, Saint-Jean-la-Fouillouse, Saint-Paul-le-Froid, Saint-Sauveur-de-Ginestoux |

### Présidence
| Période                                  | Période      | Identité                                 | Étiquette | Qualité                                                                                               |
| ---------------------------------------- | ------------ | ---------------------------------------- | --------- | --- |
| 2017                                     | juillet 2020 | Patrice Saint-Léger                      | DVD       | Maire de Rieutort-de-Randon (2008-2018) Maire de Monts-de-Randon (2019-2020) Conseiller départemental |
| juillet 2020                             | En cours     | Francis Saint-Léger (Frère du précédent) | DVD       | Maire de Monts-de-Randon (depuis 2020)                                                                |
| Les données manquantes sont à compléter. |              |                                          |           | |

### Compétences
- Aménagement de l'espace.
- Développement économique( Zones d'activités de Châteauneuf-de-Randon, du Chastel-Nouvel et de Rieutort-de-Randon; promotion du tourisme).    
- Aménagement, entretien et gestion des aires d'accueil des gens du voyage.                                      
- Collecte et traitement des déchets des ménages et déchets assimilés.                      
- Gestion des milieux aquatiques et prévention des inondations.
- Politique du logement et du cadre de vie.
- Action sociale d'intérêt communautaire.
- Assainissement des eaux usées.
- Contributions annuelles aux services départementaux d'incendie et de secours.
- Travaux d’investissement et gestion des trois centres de secours dans le cadre de la départementalisation des services d'incendie et de secours.
- Adhésion à l’école départementale de musique de la Lozère.
- Création et entretien des activités de pleine nature notamment l'entretien des sentiers d’intérêt communautaire figurant sur les topo guides ou identifiés comme d'un intérêt reconnu.
- Participation au développement des activités dévolues au sport de neige sur le plateau du Roy.

### Régime fiscal et budget
Le régime fiscal de la communauté de communes est la fiscalité professionnelle unique (F.P.U.) depuis le 1er janvier 2019, approuvé par la délibération communautaire du 18 décembre 2018.

## Projets et réalisations

### Réalisations
- Construction d'une crèche et d'un accueil de loisirs à Châteauneuf-de-Randon.
- Extension de la maison médicale de Grandrieu.
- Mises aux normes des déchèteries de Grandrieu et de Rieutort-de-Randon.
- Construction d'une Maison des Assistantes Maternelles à Chastel-Nouvel.
- Construction d'ateliers pour les agents intercommunaux à Rieutort-de-Randon et Châteauneuf-de-Randon.
- Remise à niveau des assainissements des hameaux de Rieutort-de-Randon : Les Fangettes, le Savigner et le Bouchet.
- Aménagements des abords du Lac de Ganivet ainsi que du bâtiment d'accueil.
- Mise en place d'un assainissement collectif à Lachamp.
- Travaux sur les bâtiments de la gendarmerie de Châteauneuf-de-Randon